# Сільвен Н'Діає
Сільвен Н'Діає (фр. Sylvain N'Diaye, нар. 25 червня 1976, Париж, Франція) — сенегальський футболіст, що грав на позиції півзахисника.
Виступав, зокрема, за клуб «Лілль», а також національну збірну Сенегалу.

## Клубна кар'єра
У дорослому футболі дебютував 1994 року виступами за команду клубу «Родез», в якій провів один сезон, взявши участь у 40 матчах чемпіонату. 
Згодом з 1995 по 2000 рік грав у складі команд клубів «Бордо», «Мартіг», «Гент», «Монако» та «Тулуза».
Своєю грою за останню команду привернув увагу представників тренерського штабу клубу «Лілль», до складу якого приєднався 2000 року. Відіграв за команду з Лілля наступні три сезони своєї ігрової кар'єри. Більшість часу, проведеного у складі «Лілля», був основним гравцем команди.
Протягом 2003—2010 років захищав кольори клубів «Марсель», «Леванте», «Тенерифе» та «Реймс».
Завершив професійну ігрову кар'єру у клубі «Канн», за команду якого виступав протягом 2010—2011 років.

## Виступи за збірну
2001 року дебютував в офіційних матчах у складі національної збірної Сенегалу. Протягом кар'єри у національній команді, яка тривала 6 років, провів у формі головної команди країни 24 матчі.
У складі збірної був учасником чемпіонату світу 2002 року в Японії і Південній Кореї, Кубка африканських націй 2002 року у Малі, де разом з командою здобув «срібло», Кубка африканських націй 2004 року у Тунісі.

## Титули і досягнення
- Срібний призер Кубка африканських націй: 2002